# Meer van Sylans
Het meer van Sylans is een natuurlijk meer in het Franse departement Ain, in de gemeentes Poizat-Lalleyriat en Les Neyrolles. Het ligt op het hoogste punt van de vallei van de cluse van Nantua en ligt aldus op de waterscheiding tussen de Ain en de Rhône (via de Semine). Het waterniveau van het meer schommelt sterk en kan tot vier à vijf meter verschillen. Verder is het meer bekend voor de productie van natuurijs uit het meer, de opslag ervan in ijsruimtes op de westelijke oever en de export van dit ijs van 1865 tot 1917.

## Geografie
Het hoogste punt van de vallei van de cluse van Nantua ligt aan het oostelijke einde van het meer. Dit is aldus geen logische locatie waar men een meer zou verwachten. De vallei zelf ontstond tijdens de Pleistocene ijstijden, maar het meer ontstond recenter. Voor het ontstaan van het meer waterde de zone van het meer af naar het westen richting Ain. Stroomopwaarts van Neyrolles gebeurde echter een grote bergstorting (tussen de ijskelders aan de oever van het meer en de bronnen van de Doye), waardoor het water zich ging ophopen achter deze nieuwgevormde barrière.
Het meer stroomt vandaag ondergronds af - door deze barrière - en vormt de voeding van de bronnen van de Doye. Wanneer er weinig neerslag valt, blijft het meer 'leeglopen' via deze ondergrondse afvoer, waardoor het niveau in het meer sterk kan dalen. Wanneer er echter veel regen valt, volstaat de ondergrondse afvoer niet en zal het niveau van het meer stijgen. De barrière gevormd door de bergstorting is hoger dan de waterscheiding met het bekken van de Semine in het oosten. Wanneer het niveau van het meer voldoende stijgt zal dus een deel van het water in het meer afvloeien via de Combet, Semine en Valserine naar de Rhône bij Bellegarde-sur-Valserine.